# Бровин, Сергей Александрович
Сергей Александрович Бровин (род. 30 июля 1976, Челябинск) — российский хоккеист. Мастер спорта России.

## Биография
Воспитанник челябинских клубов «Восход» и «Трактор», магнитогорского «Металлурга». В сезоне 1992/93 лебютировал за «Южный Урал» Орск, затем стал выступать за «Металлург-2» Магнитогорск. В сезонах 1996/97 — 1997/98 выступал также за «Металлург». Затем играл за «Мечел» Челябинск (1998/99 — 1999/2000, 2003/04, 2007/08), «Рубин» / «Газовик» Тюмень (2000/01, 2008/09), «Кедр» Новоуральск (2001/02), «Мостовик» / «Зауралье» Курган (2002/03, 2004/05 — 2005/06), «Трактор» (2004/05), «Динамо-Энергия» и «Автомобилист» (2006/07), «Южный Урал» (2012).
Тренер в школах «Мечел» (2018—2019), «Заряд» Челябинск (2021—2022), «Таганай» Златоуст (с 2024).
Серебряный призёр чемпионата России и обладатель Кубка России 1997/98.